# Ophrys × nouletii
Ophrys x nouletii là một loài thực vật có hoa trong họ Lan. Loài này được E.G.Camus mô tả khoa học đầu tiên năm 1893.